# Route du baroque andin

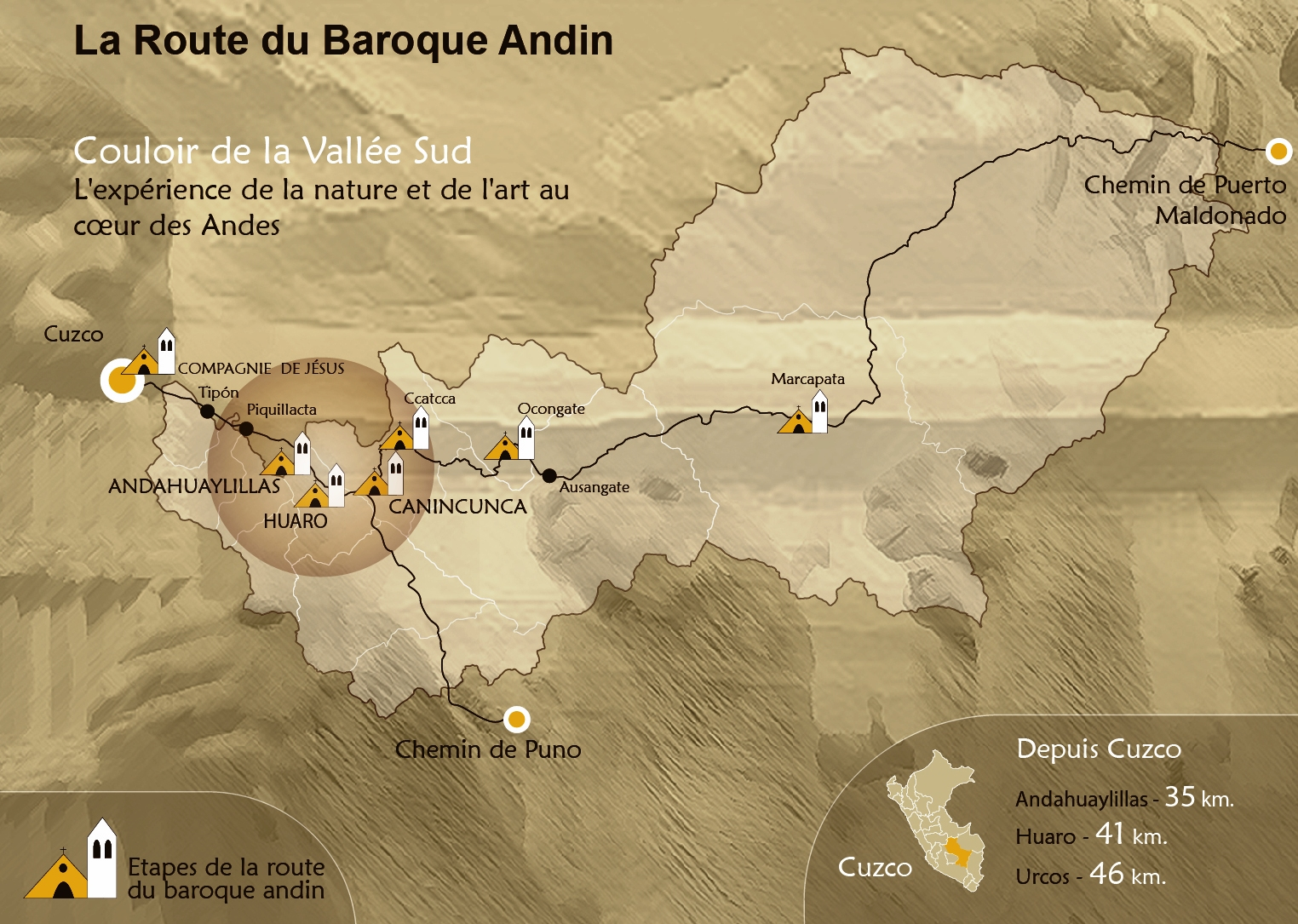
Carte de la Route du baroque andin.

La route du baroque andin ou route des églises baroques est une route touristique du Pérou principalement dédiée à quatre églises appartenant au style baroque andin dont l’église de la Compagnie de Jésus de Cuzco et l’église Saint-Pierre-Apôtre d'Andahuaylillas. 
Il existe deux itinéraires possibles pour cette route : un itinéraire court passant par Cuzco, Andahuaylillas, Huaro et Urcos en direction du lac Titicaca et de la Bolivie, ou bien un itinéraire long qui inclut ces mêmes étapes puis bifurque à Urcos en direction de Puerto Maldonado et du Brésil passant par Ccatcca, Ocongate et Marcapata. 

## Itinéraire court

### Église de la compagnie de Jésus de Cuzco

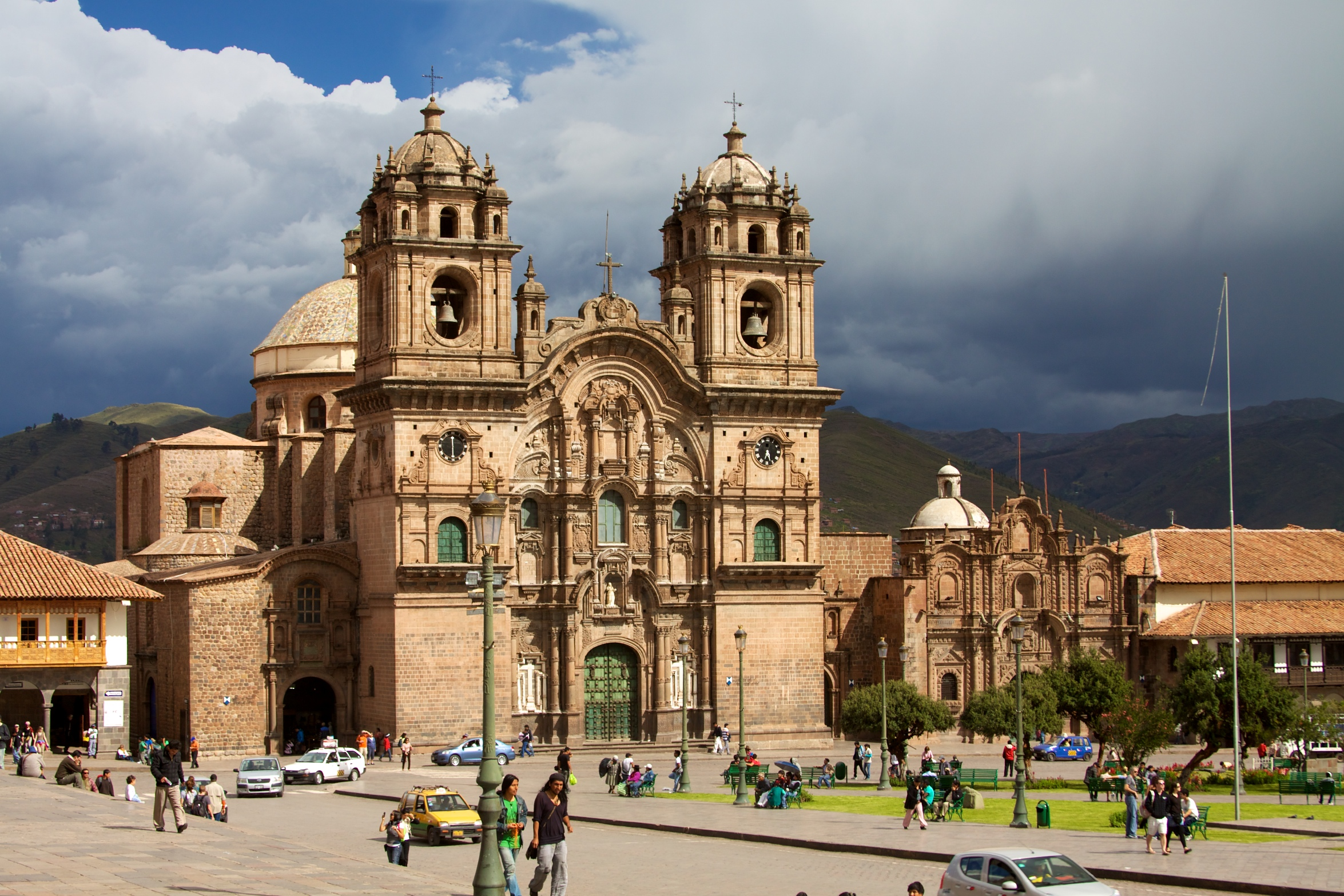
Église de la Compagnie de Jésus.

La construction de l’église fut initiée par l’ordre des jésuites en 1576 au-dessus de l’Amarucancha, le palais de l’Inca Huayna Capac. L’église est considérée comme l’une des plus belles représentations de l’art baroque colonial en Amérique. Sa façade spectaculaire est entièrement constituée de pierres taillées. À l’intérieur, on peut y voir un autel recouvert de feuilles d’or construit sur une chapelle souterraine. L’église possède également une importante collection de sculptures et de peintures telles qu’une représentation du mariage du neveu de saint Ignace de Loyola.

### Église Saint-Pierre-Apôtre d'Andahuaylillas

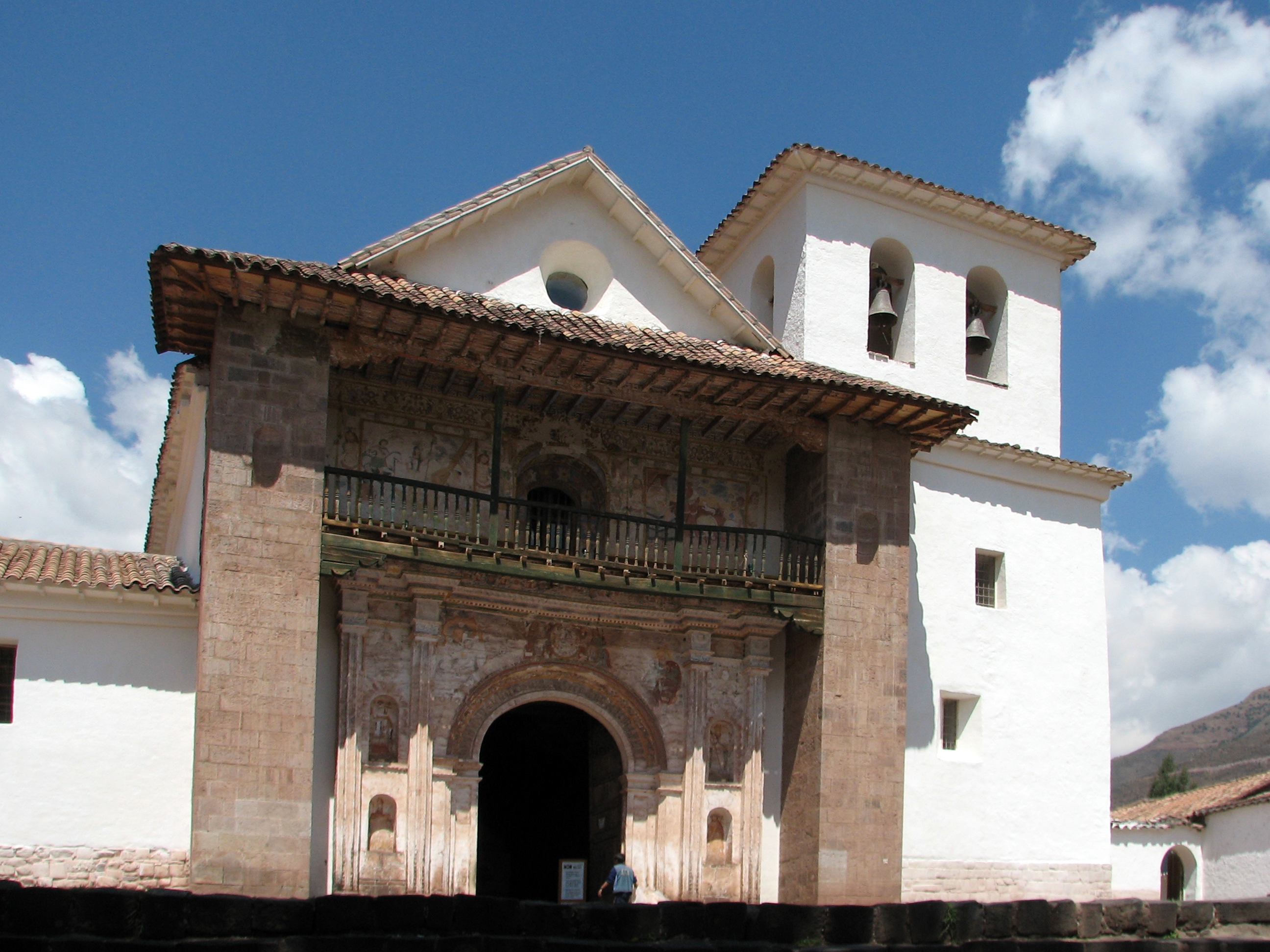
Église Saint-Pierre-Apôtre

L’église Saint-Pierre-Apôtre d'Andahuaylillas est surnommée la chapelle Sixtine des Andes en raison des magnifiques fresques baroques qui recouvrent ses murs. Andahuaylillas est un petit village situé à 45 km de Cuzco. L’église probablement construite sur un ancien site inca à la fin du XVIe siècle est couverte de peintures murales dont l’une signée du peintre limenien Luis de Riaño en 1626. 

### Église Saint Jean le Baptiste d'Huaro

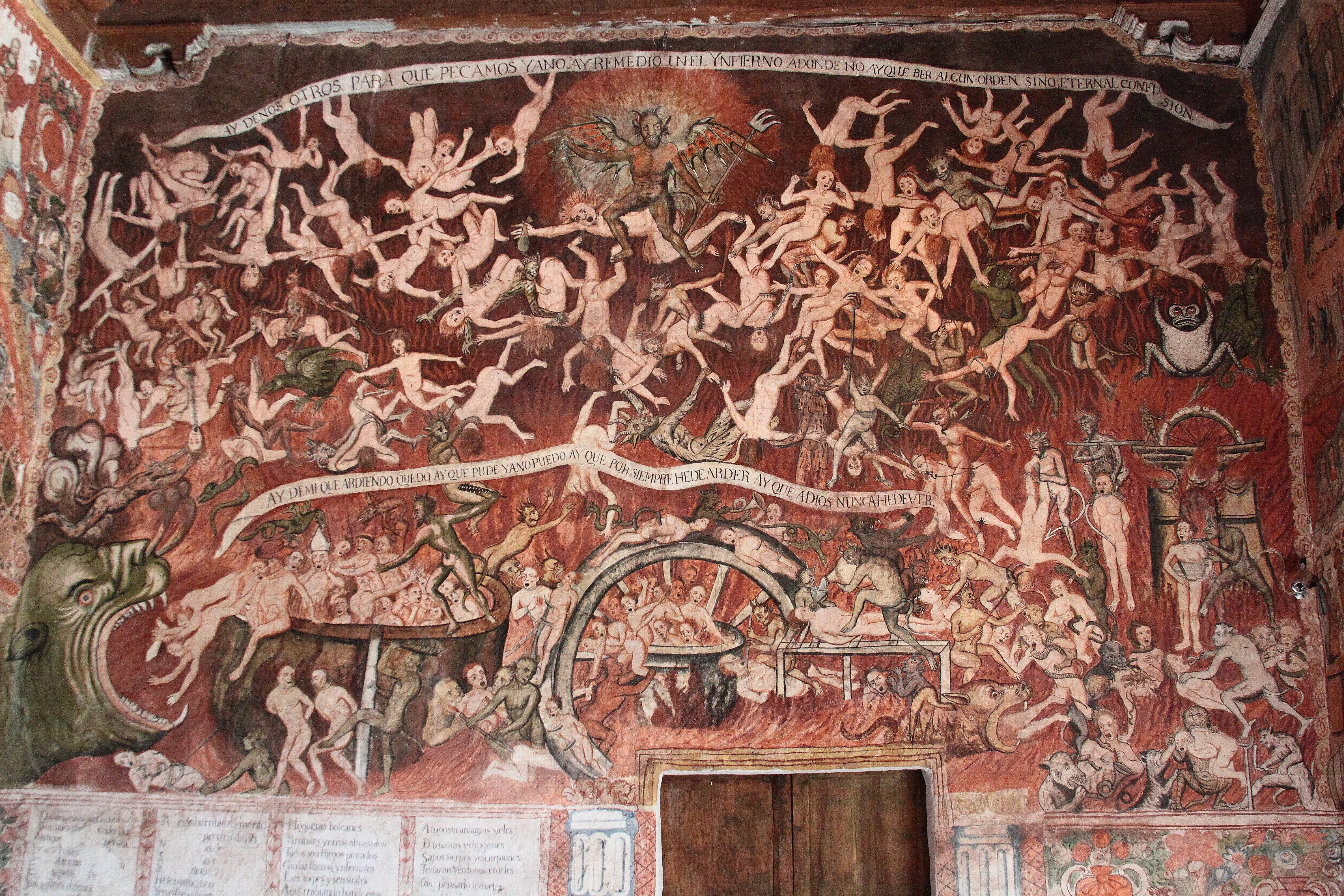
Fresque - Saint Jean le Baptiste d'Huaro

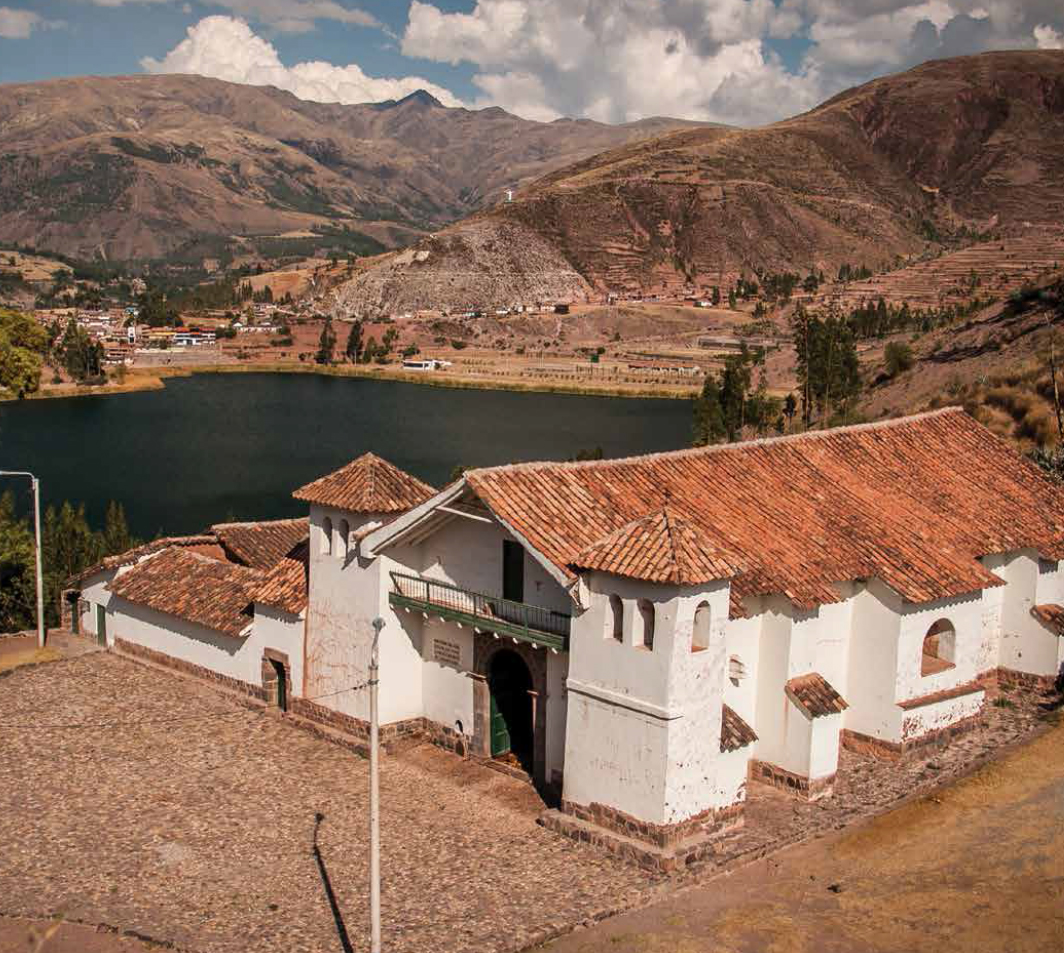
Chapelle Canincunca d'Urcos

Le petit village d’Huaro est situé à 4 km au sud d’Andahuaylillas. Sur la place du village se trouve une église blanche dédiée à Jean le Baptiste probablement construite à la fin du XVIIe siècle. Sa structure composée d’une seule nef est de style classique. Sa façade est agrémentée de décorations indigènes et flanquée d’un clocher-mur. Une fois à l’intérieur, on peut y observer un autel renaissance parmi les plus anciens du Pérou, mais ce qui fascine le plus dans cette église, ce sont sans nul doute les peintures murales signées Tadeo Escalante, situées des deux côtés de la porte d’entrée. 

### Chapelle Canincunca d'Urcos
La chapelle Canincunca dédiée à Notre-Dame de Candelaria fut probablement construite au début du XVIIe siècle dans le but d’évangéliser les populations indigènes. Elle est située près du lac d’Urcos sur un important site pré-hispanique, tout près d’un cimetière inca encore utilisé de nos jours. L’intérieur de la chapelle contient une iconographie caractéristique du baroque andin, telle qu’une représentation de la vierge de Candelaria. 

## Itinéraire long

### Église Saint Jean le Baptiste de Ccatcca
Le petit village de Ccatcca possède une splendide église baroque dédié à Saint Jean le Baptiste. 

### Église Saint-Paul d'Ocongate
Sa construction s’acheva en 1531 et présente des aspects de type baroque churrigueresque et néo-classique. Elle contient plusieurs peintures du célèbre peintre cuzquénien Diego Quispe Tito. 

### Église Saint François d’Assise de Marcapata
Le village de Marcapata, situé dans un lieu magnifique à la frontière entre les Andes et la forêt amazonienne, est surtout connue pour ses sources thermales (les plus chaudes du Pérou). Son église dédiée à Saint François d’Assise est entourée d’un mur de briques et d’un petit jardin dans lequel on peut observer une antique pierre à moudre le grain. De somptueuses peintures représentant des personnes, des plantes et des animaux recouvrent les murs et le plafond. 

## Autres sites d’intérêt situés sur la route
La route du baroque andin présente également plusieurs sites d'intérêt sans rapport avec les églises baroques tels que les sites archéologiques pré-hispaniques de Tipón et de Piquillakta situés entre Cuzco et Andahuaylillas ou bien le mont Ausangate, connu pour ses sentiers de randonnée et son festival Qoyllurit'i.